# Kastanienente

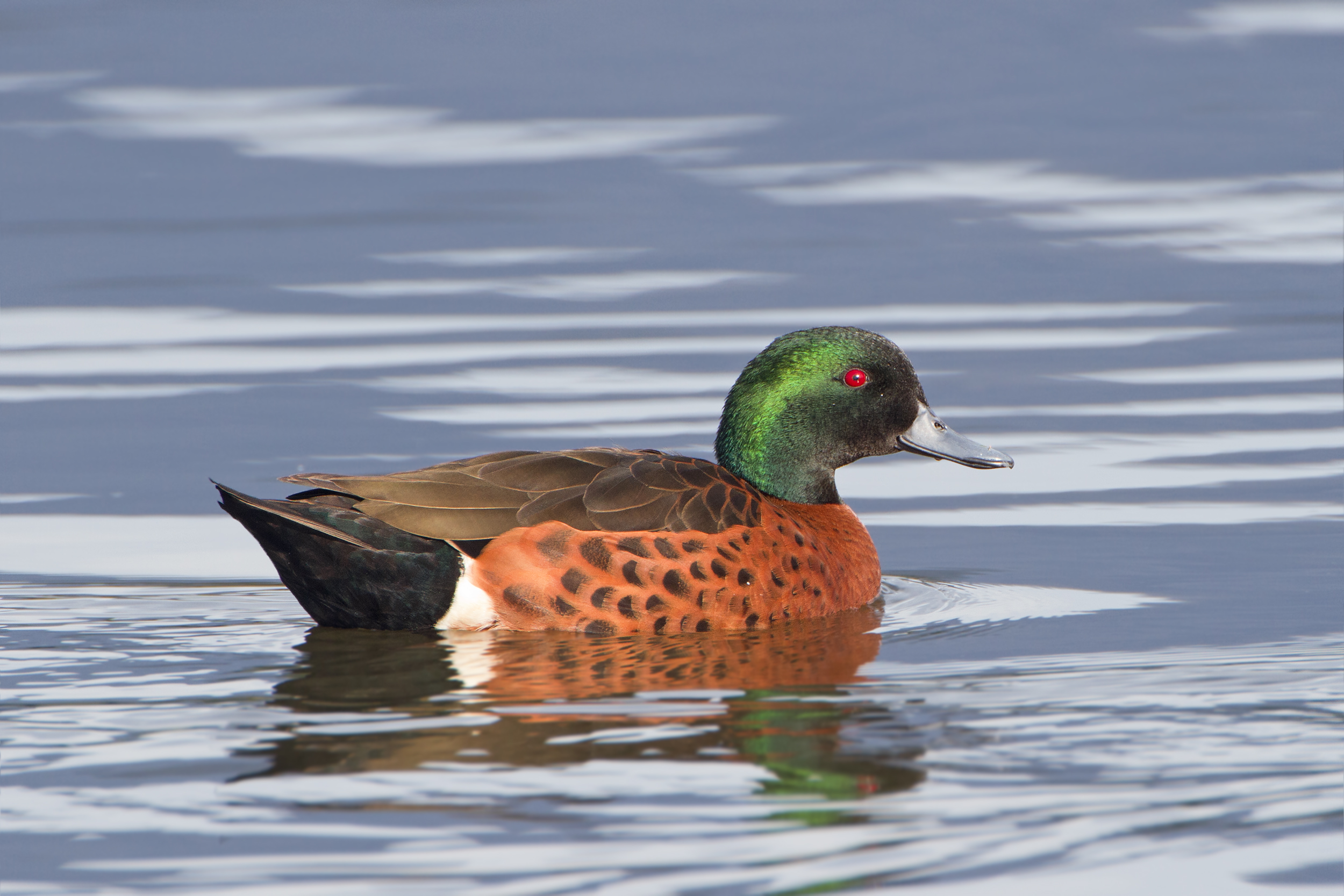
Kastanienente, Männchen

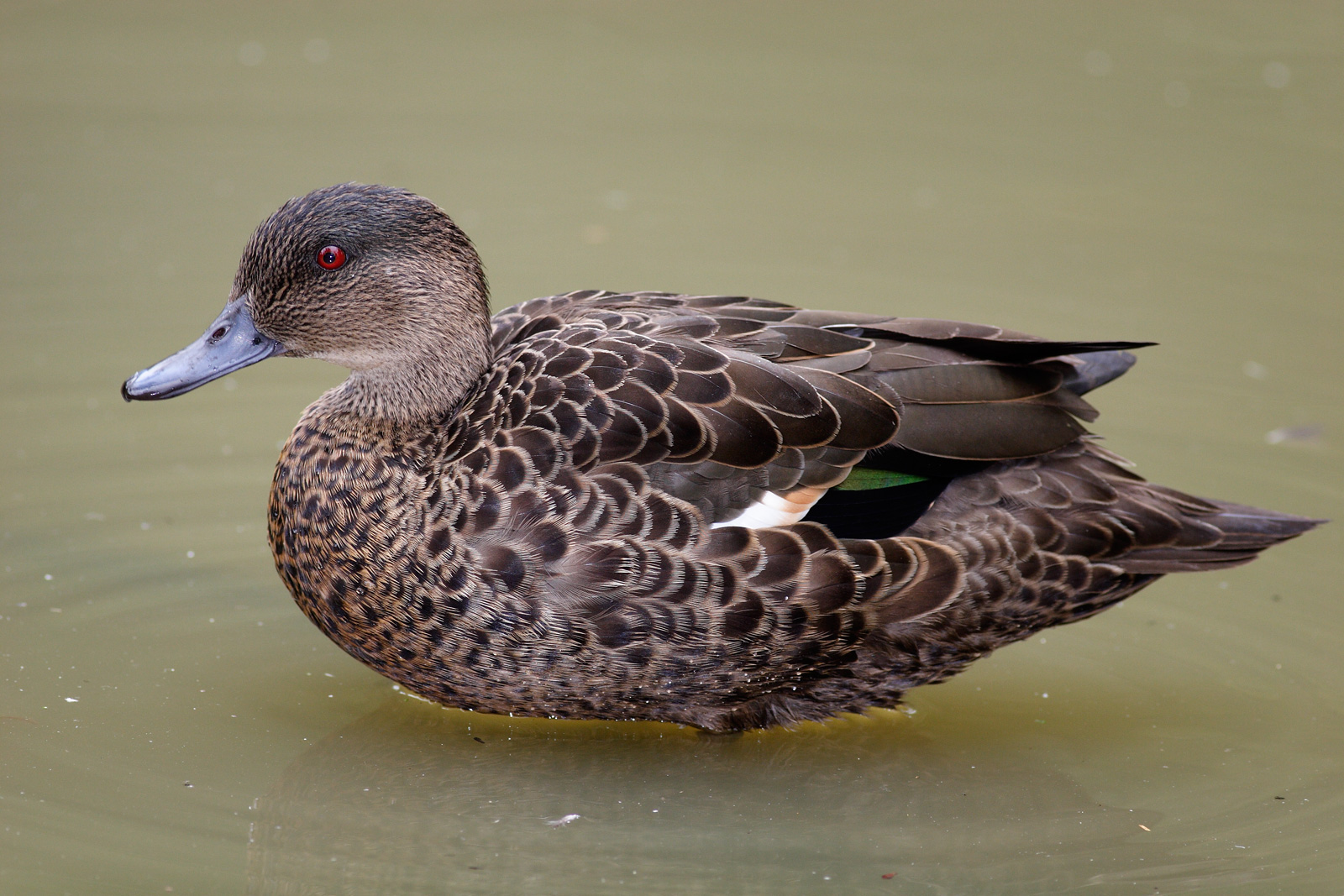
Kastanienente, Weibchen

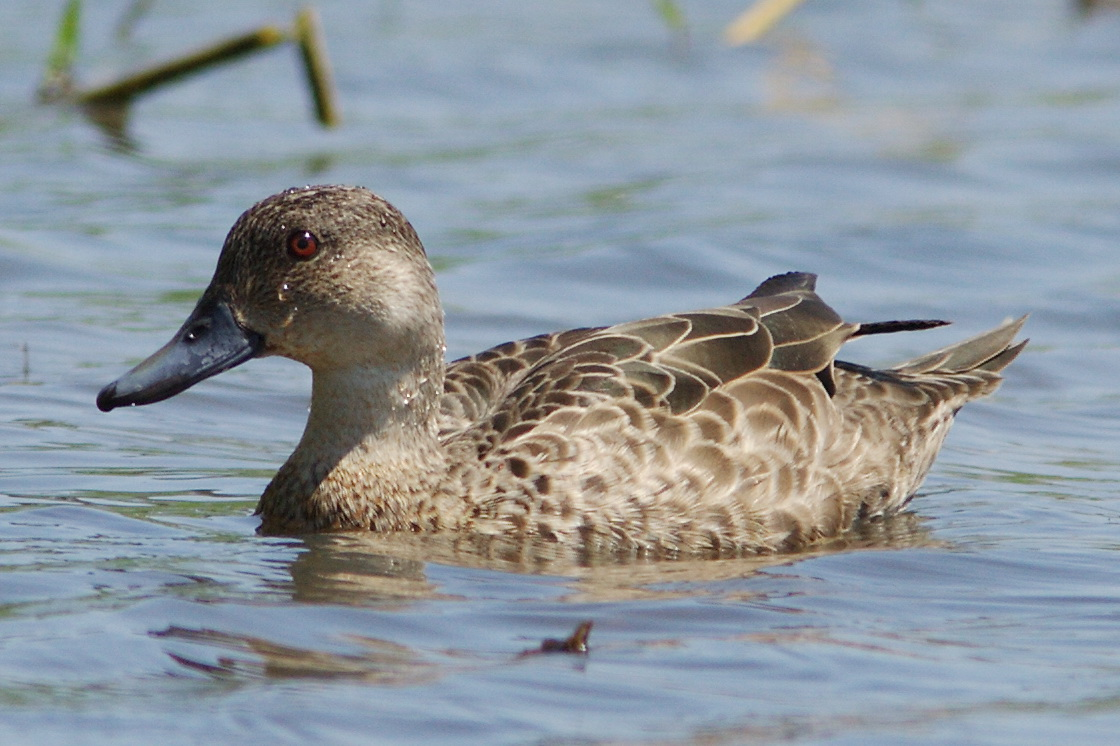
Australente

Die Kastanienente (Anas castanea) ist eine Art aus der Familie der Entenvögel, die zur Fauna Australiens gehört. Es handelt sich um eine kleine Gründelente mit hoher Stirn und rundem Kopf. Sie ist eine der wenigen Entenarten, die auch Wasser mit hoher Salinität toleriert, und kommt regelmäßig in Meeresbuchten, Flussmündungen, Mangrovensümpfen, Salzseen und Marschen vor. Sie ist allerdings auf Süßwasser zum Trinken angewiesen.
Die IUCN schätzt den Bestand auf 110.000 geschlechtsreife Individuen und stuft die Kastanienente als „nicht gefährdet“ ein (least concern).

## Erscheinungsbild
Die Männchen der Kastanienente erreichen eine Körperlänge von 40 bis 50 Zentimetern. Die Weibchen sind etwas kleiner und werden zwischen 35 und 45 Zentimeter lang. Männchen wiegen 700 Gramm, die Weibchen 600 Gramm. Der Sexualdimorphismus ist stark ausgeprägt.
Die Weibchen der Kastanienente sind wie bei vielen anderen Entenarten verhältnismäßig unscheinbar gefärbt. Sie ähneln mit dem schwarzbraunen Kopf, der kaum oder gar nicht grünglänzend ist, sowie dem dunklen Gefieder an Brust, Flanke und Bauch weitgehend den Weibchen der Weißkehlente.
Im Schlichtkleid ähnelt der Erpel dem Weibchen, jedoch findet nicht bei allen Männchen ein Wechsel in das Schlichtkleid statt. Im Brutkleid dagegen hat der Erpel der Kastanienente einen kräftig grünglänzenden Kopf, und Hals, Brust, Bauch und Flanken sind kastanienbraun mit helleren braunen Flecken an den Flanken. Die Oberflügel sind schwarzbraun und haben an den Armschwingen einen grünen Spiegel. Auf der unteren Seite ist der Flügel graubraun gefiedert.
Die Dunenküken sind auf der Körperoberseite schwarzbraun, die Bauchseiten sind verwaschen gelbbraun. Das Gesicht ist verhältnismäßig dunkel und wird von je einem schwarzbraunen Augen- und Backensteif durchzogen. An den Bürzelseiten sowie den Flügelsäumen sind kleine, blass strohgelbe Flecken. Der Schnabel sowie die Füße sind schwarzgrau. Bei Jungvögeln ist das Kleingefieder mit dem der Weibchen identisch, allerdings ist der Rücken grau, während er bei adulten Weibchen schwarzgrau ist. Die Armschwingen junger Männchen sind schwarz und grünglänzend und weisen eine schmale, weiße Endbinde auf. Die großen Decken sind weiß. Die Iris ist rotbraun. Junge Weibchen dagegen haben weniger farbintensive Armschwingen. Bei ihnen ist der Endsaum der großen Decken hellbraun und nicht weiß wie bei den jungen Männchen. Die Iris ist dunkelbraun.

## Verwechslungsmöglichkeiten mit anderen Arten
Die Männchen der Kastanienente sind im Prachtkleid mit keiner anderen australischen Entenart zu verwechseln. Sie weisen allerdings eine oberflächliche Ähnlichkeit mit der Halbmond-Löffelente auf. Die Halbmond-Löffelente hat einen blaugrauen Kopf, vor dem Auge verläuft ein je nach Individuum unterschiedlich stark ausgeprägter weißer Strich. Dieser ist häufig auffällig und halbmondförmig geformt. Der Schnabel der Halbmond-Löffelente ist außerdem vorne breit auslaufend, Schnabel und Stirn bilden eine Linie.
Die Stockente hat mit dem Männchen der Kastanienente den grünlich glänzenden Kopf gemeinsam. Allerdings weist die Stockente einen weißen Halsring auf, die Körperunterseite ist blassgrau und der Schnabel ist gelb. Die größte Verwechslungsmöglichkeit besteht mit der Australente, mit der Kastanienenten häufig auch vergesellschaftet sind. Weibchen, Männchen im Ruhekleid und Jungvögel der Kastanienente weisen große Ähnlichkeit mit dieser in Australien weit verbreiteten Ente auf. Diese hat einen ähnlichen Körperbau und ein ähnliches Kopfprofil. Im Flug sind die beiden Arten nur bei besonders guten Sichtverhältnissen unterscheidbar. Kastanienenten lassen sich ansonsten nur durch ihre etwas dunklere Kehle und das dunklere Kinn unterscheiden. Das Gefieder der Kastanienenten hat insgesamt einen dunkleren Ton.
Die Weibchen der Kastanienente und der Knäkente sind ebenfalls sehr ähnlich. Allerdings finden sich Knäkenten nur sehr selten in Australien ein. Bei der Knäkente ist das Gesicht jedoch deutlich kontrastreicher gezeichnet.

## Verbreitungsgebiet
Die Kastanienente besiedelt schwerpunktmäßig den Südosten Australiens, Tasmanien und das Küstengebiet der Bass-Straße. In Westaustralien kommt sie zahlreich in einem Gebiet südlich der Linie Israelite Bay–Perth vor. Daneben gibt es einzelne Beobachtungen aus anderen Regionen Australiens. Dazu zählen Cairns, Darwin und Alice Springs. Irrgäste erreichen auch den Süden Neuguineas und die Lord-Howe-Insel.
Zur Überwinterung ziehen sie nordwärts bis etwa zum 30. südlichen Breitengrad. In dieser Zeit sind häufig Verbände von etwa 200 bis 500 Kastanienenten zu beobachten. Gelegentlich finden sich bis zu 2.000 Tiere zusammen.

## Lebensraum

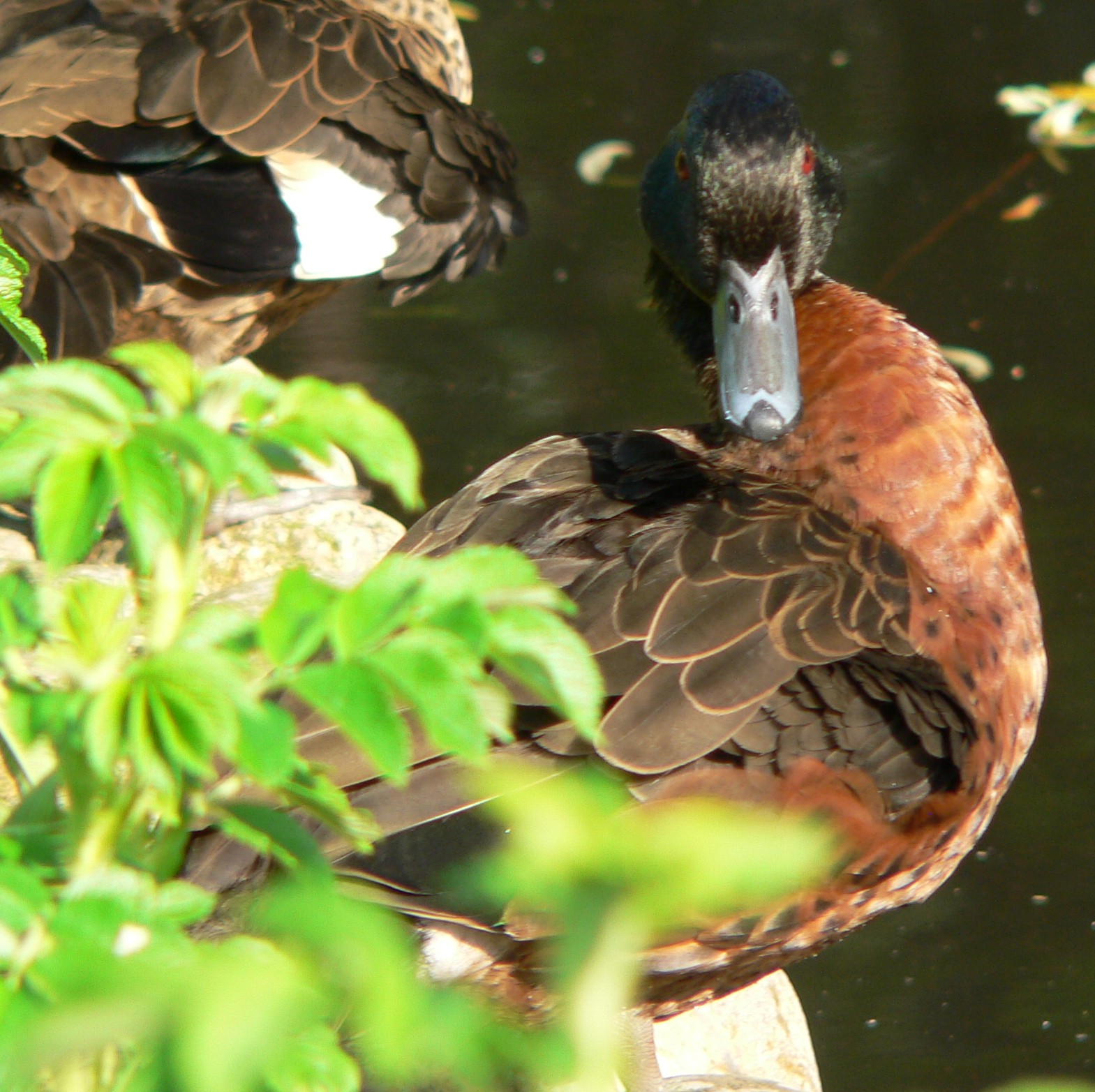
Kastanienente, Männchen

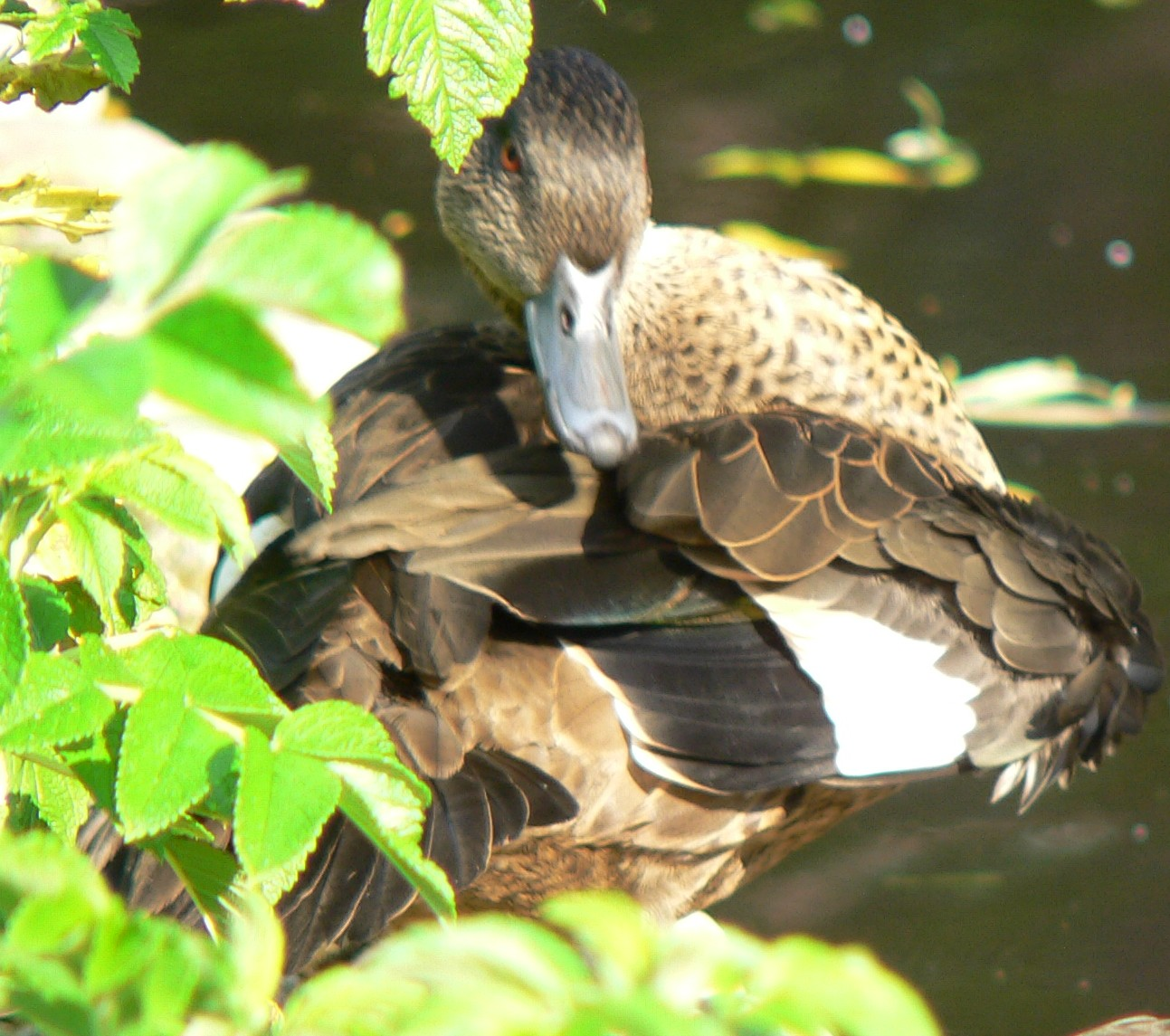
Weibliche Kastanienente

Der Verbreitungsschwerpunkt der Kastanienente liegt in den Küstenregionen von Südost- und Südwestaustralien. Sie hält sich bevorzugt an brackigen Küstengewässern und in Flussmündungsgebieten auf. Während der Fortpflanzungszeit besiedelt sie weit zerstreut große und kleine Gewässer, außerhalb der Fortpflanzungszeit sammelt sie sich bevorzugt auf größeren Gewässern. So sind im Frühsommer Schwärme mit bis zu 2.000 Kastanienenten zu beobachten. In ihrem Verbreitungsgebiet sind sie häufig mit der Weißkehlente vergesellschaftet. Der Zug in die traditionellen Brutgebiete beginnt in den Monaten August und September.
Der Bestand an Kastanienenten ist rückläufig, weil die Feuchtgebiete, in denen sie vorkommen, durch Eingriffe des Menschen zunehmend stärker verändert werden. Durch Trockenlegung, erhöhte Salinität, Weidewirtschaft und Flurbereinigungen in Gewässernähe werden geeignete Süßwasserhabitate zunehmend eingeschränkt. Die Brackwassergebiete, die die Kastanienente nutzt, sind von Eingriffen durch den Menschen weniger betroffen. An Flussmündungen und Meeresbuchten, die zu den bevorzugten Lebensräumen dieser Art gehören, findet jedoch eine zunehmende Bebauung oder eine intensive Freizeitnutzung durch den Menschen statt.

## Fortpflanzung

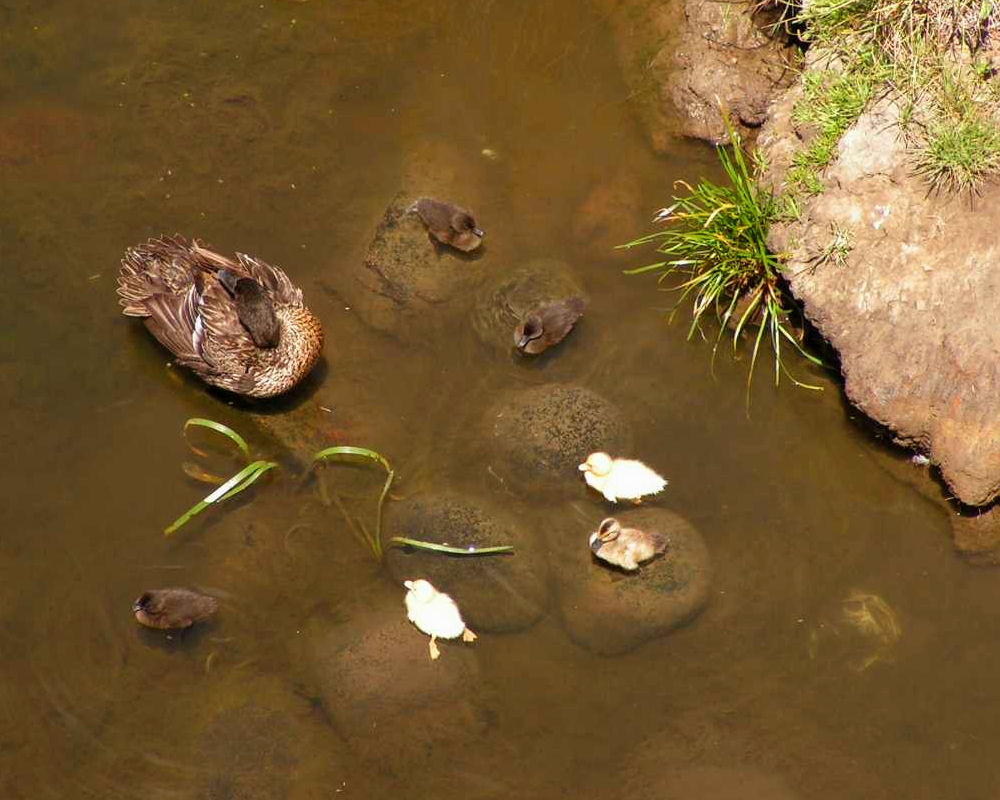
Kastanienente mit Jungen. Zwei der Jungen sind Albinos.

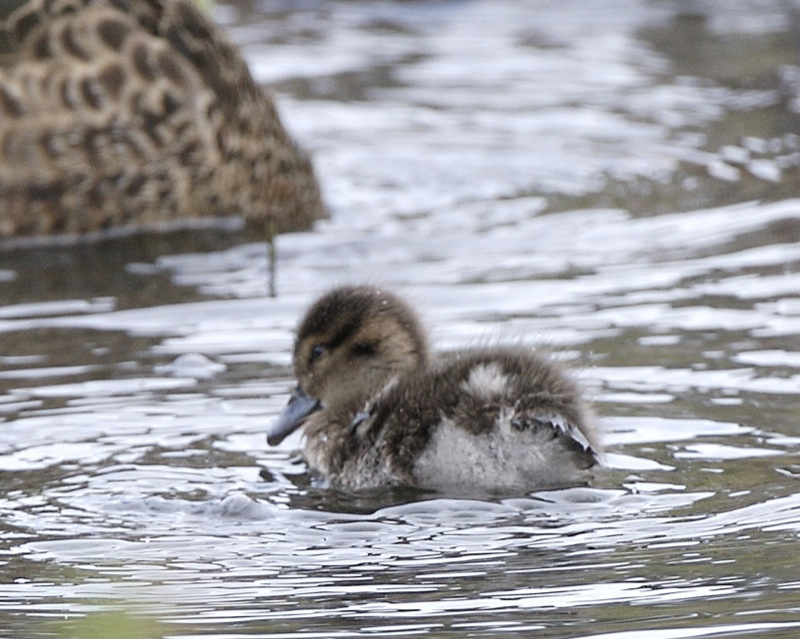
Älteres Jungtier

Die Nester der Kastanienente werden nahe am Wasser oder sogar oberhalb von Wasseroberflächen errichtet. Sie nutzt dabei überwiegend Baumhöhlen und nimmt auch Nistkästen an. Von der Kastanienente genutzte Nistkästen liegen typischerweise einen Meter oberhalb des Erdbodens oder der Wasseroberfläche und befinden sich in dauernd wasserführenden Feuchtgebieten.
Die Fortpflanzungsbiologie der Kastanienente ist noch unzureichend untersucht. Angaben von Gelegegrößen von fünf bis 17 Eiern sind möglicherweise auf eine Eiablage von zwei und mehr Weibchen in ein Nest zurückzuführen. Konservative Zählungen von Gelegen, bei denen Gelege mit mehr als 13 Eiern nicht mitgezählt wurden, da sie vermutlich die Folge einer solchen Gemeinschaftsablage sind, ergaben eine durchschnittliche Gelegegröße von 8,87 Eiern. Die Eiablage erfolgt gewöhnlich am frühen Morgen, die meisten Eier werden mit einem Legeabstand von 24 Stunden gelegt. Bei Gelegeverlust kommt es zu Nachgelegen. Es brütet allein das Weibchen, die Brutzeit wird mit 23 bis 28 Tagen angegeben.
Einzelne Studien sind zu unterschiedlichen Schlupfraten gekommen. In einer in Victoria durchgeführten Studie schlüpften durchschnittlich aus 65 Prozent der Eier Küken. In einer anderen Studie dagegen schlüpften aus 78,5 Prozent der Eier Küken. Die Küken wiegen beim Schlupf durchschnittlich 27 Gramm. An der Kükenführung beteiligt sich auch der Erpel. Die Mortalitätsrate ist hoch. Nach einer Studie starben von 1.289 Küken 60 Prozent vor dem Wechsel in das erste Alterskleid.

## Fressfeinde
Zu den Prädatoren gehört die in Australien endemische Gesellschaftskrähe, die sowohl Eier wie auch Küken frisst. Während der Brutphase besiedeln gelegentlich Stare und Haussperlinge die Nistboxen, was zur Aufgabe von Gelegen führen kann. Für den Gemeinen Blauzungenskink ist nachgewiesen, dass er ebenfalls Eier der Kastanienente frisst. Purpurhuhn und Lappenente fressen Küken.
Zu den Prädatoren der adulten Kastanienente zählen die Sumpfweihe und der Wanderfalke. Füchse fressen die Eier und schlagen sowohl Jungvögel wie auch adulte Kastanienenten.

## Nahrung
Kastanienenten fressen Samen und Insekten sowie Schalen- und Krustentiere. Letztere werden vor allem im Uferbereich aufgenommen. Während des Schwimmens durchseihen sie das Wasser oder gründeln. Den größten Teil ihrer Nahrungssuche verbringen sie jedoch am Wasserrand. Nach Nahrung suchen sie überwiegend während der Morgen- und Abenddämmerung. Vermutlich suchen sie auch nachts nach Nahrung.

## Kastanienenten als Ziergeflügel
Kastanienenten wurden ab etwa 1870 nach Europa importiert. 1909 gelang erstmals dem Zoo in London die Zucht. Die Haltung der Enten gilt als unkompliziert, da die Vögel als friedfertig, wenig krankheitsanfällig und unproblematisch in der Ernährung gelten. Sie benötigen allerdings einen Schutzraum für die Winterperiode.

## Belege

### Einzelbelege
1. ↑   Higgins, S. 1282
2. ↑   Factsheet auf BirdLife International
3. ↑   Higgins, S. 1281
4. ↑   Kolbe, S. 236
5. ↑   Kolbe, S. 236
6. ↑   Higgins, S. 1282
7. ↑   Higgins, S. 1281
8. ↑   Higgins, S. 1283
9. ↑   Higgins, S. 1283
10. ↑   Higgins, S. 1283 und S. 1284
11. ↑   Higgins, S. 1282
12. ↑   Higgins, S. 1282
13. ↑   Higgins, S. 1285
14. ↑   Higgins, S. 1286
15. ↑   Higgins, S. 1286
16. ↑   Higgins, S. 1286
17. ↑   Higgins, S. 1286
18. ↑   Higgins, S. 1284